# Cortes de Pallás
Cortes de Pallás település Spanyolországban, Valencia tartományban. Cortes de Pallás Yátova, Millares, Requena, Dos Aguas, Bicorp, Jarafuel, Teresa de Cofrentes, Jalance és Cofrentes községekkel határos. Lakosainak száma 758 fő (2024).

## Népesség
A település népessége az utóbbi években az alábbiak szerint változott:
| Lakosok száma | 814  | 999  | 962  | 909  | 1000 | 1012 | 876  | 814  | 733  | 758  |
|               | 2001 | 2004 | 2007 | 2009 | 2012 | 2014 | 2017 | 2019 | 2022 | 2024 |